# Confederación Argentina de Atletismo
La Confederazione Argentina di Atletica Leggera (Confederación Argentina de Atletismo, CADA) è la federazione sportiva argentina che si occupa di atletica leggera.

## Consiglio federale
- Presidente:
  -  Juan Alberto Scarpín
- Vice presidenti:
  -  Jorge De La Canale
  -  Daniel Soto
  -  Raul Risso
- Segretario generale: 
  -  Roberto Maciel
- Tesoriere:
  -  Luis A. Tebes

## Partner ufficiali
- TyC Sports
- Secretaría de Deporte (Ministero dello sport argentino)
- CONI Servizi